# Éremón
Éremón ['eːrʼevoːn], auch Érimón oder Éiremhón, ist der Name einer Sagengestalt aus dem Lebor Gabála Érenn („Das Buch der Landnahmen Irlands“) der keltischen Mythologie Irlands.

## Mythologie und Etymologie
Éremón ist einer der Söhne des Anführers der Milesier, Míl Espáne. Nach der Eroberung Irlands gegen den Widerstand der Túatha Dé Danann übernimmt er die Herrschaft über den nördlichen  Teil der Insel. Diese Teilung hat der Druide Amergin vorgeschlagen und geleitet. Aber schon nach einem Jahr ist sein Bruder Éber, der Herrscher des Südens, damit unzufrieden und beginnt einen Krieg gegen Éremón. Er fällt jedoch im Kampf und Éremón beherrscht danach das ganze Land. Die Provinz Munster überlässt er den Söhnen Ébers als Erbteil. Seine Herrschaft soll 14, 15 oder 17 Jahre gedauert haben.
Ein Nachfahre des Éremón soll die chthonische Gottheit Tigernmas sein.